# ラスベガスの夜
『ラスベガスの夜』（原題: Where It's At）は、1969年のアメリカ合衆国の映画。

## キャスト
- デヴィッド・ジャンセン
- ローズマリー・フォーサイス
- ロバート・ドライヴァス
- ブレンダ・ヴァッカロ
- ドン・リックルズ
- エディ・ウィリアムズ
- ウォーレン・オット